# Heidi Berger (Schauspielerin)
Charlotte Heidi Corvo Berger (* 4. April 1997) ist eine österreichisch-portugiesische Schauspielerin.

## Leben
Heidi Berger wurde als Tochter des österreichischen Automobilrennfahrers Gerhard Berger und der Portugiesin Ana Corvo geboren und wuchs in Monaco auf, wo sie die Reifeprüfung ablegte. Anschließend studierte sie ein Jahr lang in London, in dieser Zeit bewarb sie sich für eine Rolle in der portugiesischen Fernsehserie A Única Mulher. Nach erfolgreichem Casting in Lissabon verkörperte sie seit 2016 in der Fernsehserie in über 180 Folgen die Rolle der Nônô. 2017 stand sie für Dreharbeiten zur Fernsehserie Trakehnerblut vor der Kamera, in der sie die Rolle der Maja verkörpert.

### Privates
Heidi Berger ist mit dem ehemaligen Formel-1-Fahrer Daniel Ricciardo liiert.

## Filmografie (Auswahl)
- 2016–2017: A Única Mulher (Fernsehserie)
- 2017: Trakehnerblut (Fernsehserie)
- 2018–2019: Três Mulheres  (Fernsehserie)
- 2018–2020: Onde Está Elisa? (Fernsehserie)
- 2018: Meiberger – Im Kopf des Täters – Die dunkle Seite (Fernsehserie)